# Giada Benazzi
Giada Benazzi (Castel San Pietro Terme, 18 settembre 1992) è una giocatrice di beach volley e pallavolista italiana.
Gioca nel ruolo di schiacciatrice
Parallelamente alla carriera pallavolistica, pratica anche il beach volley laureandosi campionessa italiana di beach volley nel 2020 e nel 2023.

## Carriera

### Pallavolo
La carriera di Giada Benazzi comincia nelle giovanili dalla Pallavolo Ozzano nel 2004; l'anno successivo viene promossa in prima squadra partecipando al campionato di I Divisione. Con il club di Ozzano dell'Emilia resta tre stagioni conquistando anche una promozione in serie B2. Nel 2008 è nel AICS Volley Forlì in serie B1.
Nella stagione 2009-10 viene ingaggiata dalla Spes Conegliano in serie A1, chiudendo all'ultimo posto in campionato.

### Beach volley
Il 30 agosto 2023 a Caorle, insieme a Sara Breidenbach, si laurea per la prima volta campionessa italiana.
Il 10 settembre 2023, ancora insieme a Breidenbach, si laurea campionessa italiana per la seconda volta.